# Follie sul ghiaccio
Follie sul ghiaccio (The Ice Follies of 1939) è un film del 1939 diretto da Reinhold Schünzel.

## Trama
Per mettere in scena uno spettacolo sul ghiaccio, gli attori interpellano una grande star di Hollywood, loro amica e insieme creano le Ice Follies.